# Marktstraße 5 (Rüdenhausen)

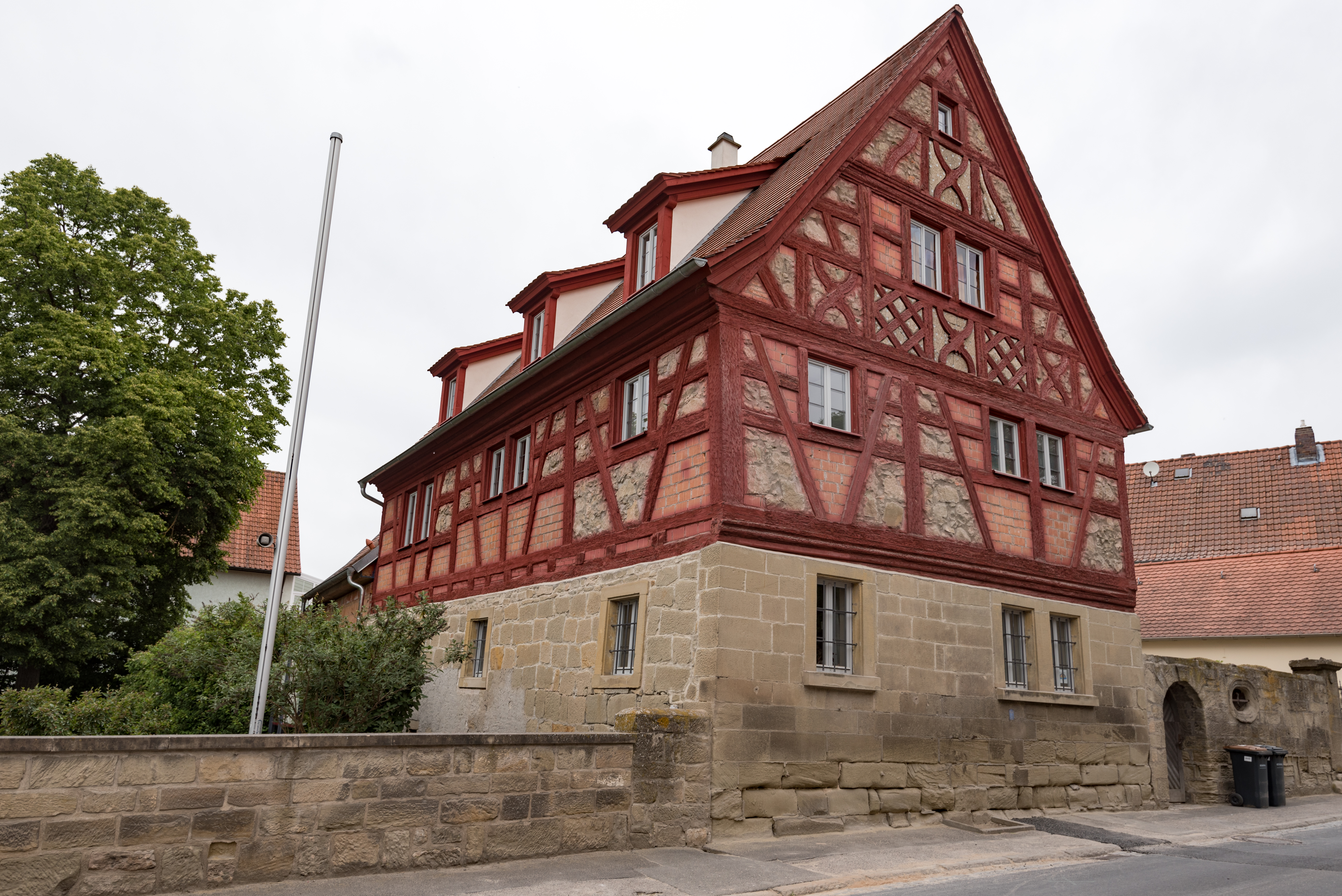
Haus Marktstraße 5

Das Haus Marktstraße 5 (früher Hausnummer 38) ist ein denkmalgeschütztes Gebäude in Rüdenhausen im unterfränkischen Landkreis Kitzingen.

## Geschichte
Der erste nachweisbare Eigentümer des Hauses in der heutigen Marktstraße 5 war Matthäus Hepp. Er gilt auch als Erbauer des Anwesens im Rüdenhäuser Ortskern, das 1716 fertiggestellt wurde. Allerdings war das Grundstück bereits zuvor mit einem ähnlichen großen Haus bebaut. Die Fundamente des heutigen Hauses stimmen mit dem Vorgänger aus dem 17. Jahrhundert überein. In der ersten Hälfte des 18. Jahrhunderts gelangte die Familie Schmidt an das Haus, Mitglieder der Familie lebten noch im 20. Jahrhundert hier. 
So ist im Jahr 1763 Johann Gottlieb Schmidt hier nachweisbar. Ihm folgte sein Sohn Michael Schmidt nach, der noch 1822 im Haus lebte. 1861 wurde das Anwesen von Johann Schmidt bewohnt, der wohl auch noch 1890 hier lebte. Zwischen 1921 und 1930 hieß der Eigentümer des Hauses in der Marktstraße Gottlieb Schmidt, ehe dessen Sohn Hermann Schmidt das Haus erbte. In der zweiten Hälfte des 20. Jahrhunderts zogen zusätzlich zu den Hausherren auch immer wieder Mieter in das Anwesen ein. Das Haus wurde im Jahr 2010 von der Familie Schmidt veräußert.

## Beschreibung
Das Haus Marktstraße 5 wird vom Bayerischen Landesamt für Denkmalpflege als Baudenkmal eingeordnet. Es präsentiert sich als zweigeschossiger Satteldachbau. Anders als viele andere Bauten des Rüdenhäuser Altortes wurde es giebelständig zur Marktstraße hin errichtet, die historisch die wirtschaftlich bedeutendste Verkehrsverbindung des Ortes bildete. Noch in den 2000er Jahren war das Fachwerk des Obergeschosses hinter einer Putzschicht verborgen. Heute ist das Fachwerk freigelegt. Die Formen des Fachwerks weisen auf die Bauzeit im 18. Jahrhundert hin. 